# BbPress
bbPress е свободна платформа форум от създателите на Wordpress. Според официалния сайт, той е насочен към уеб стандартите и скоростта. Освен това, bbPress може да бъдат лесно интегриран в Wordpress, за разлика от много други системи, които изискват сложни модификации и плъгини.